# 皮夏納 (波迪利斯克區)
48°7′37″N 29°43′47″E / 48.12694°N 29.72972°E

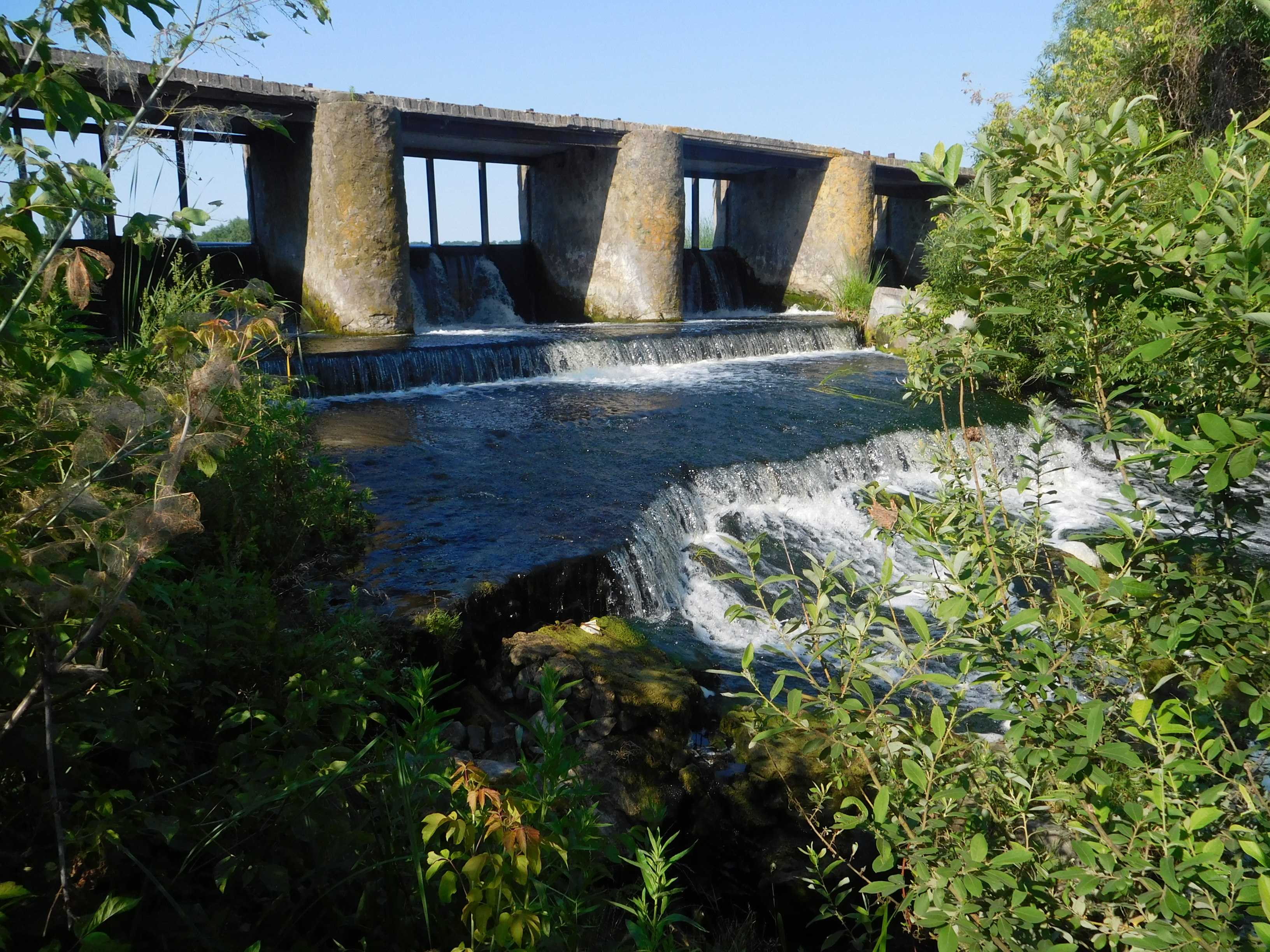
水坝

皮夏納是位於烏克蘭西南部的村莊，由敖德萨州波迪利斯克区的皮夏納市鎮負責管轄。該村處於薩夫蘭河畔，始建於1782年，面積8.36平方公里，海拔高度115米，2001年人口3,234。